# Distretto di Quinistaquillas
Il distretto di Quinistaquillas è uno degli undici distretti della provincia di General Sánchez Cerro, in Perù. Si trova nella regione di Moquegua e si estende su una superficie di 193,79 chilometri quadrati.
Istituito il 10 giugno 1955, ha per capitale la città di Quinistaquillas.